# 伊藤聖史
- 伊藤聖史
- 伊藤聖使

伊藤聖史（いとう きよし、1952年11月13日 - 1991年5月8日）は、日本の歌手、インパーソネーター。

## 来歴
アマチュア時代から米軍キャンプやライブハウスでエルヴィス・プレスリーを忠実にコピーしたスタイルで活動を続け、1982年にエピック・ソニーからシングル『今夜はシェイクで大騒ぎ!!（SHAKE! SHAKE! SHAKE!）』でデビューした。「赤羽のプレスリー」や「エルヴィスの伝道師」の異名を取り、日本における故エルヴィスのインパーソネーターの先駆者となったが、1991年5月8日に胃癌により死去した。38歳没。

## ディスコグラフィ
シングル
- 『今夜はシェイクで大騒ぎ!!（SHAKE! SHAKE! SHAKE!）』（1982年）作詞:湯川れい子、作曲:西脇睦宏、編曲:後藤次利
  - B面『盗んだキッスはドッキリ甘いぜ』作詞:湯川れい子、作・編曲:芳野藤丸 カゴメトマトジュースCMソング

CMソング
- アヲハタブルーベリージャム 『ブルーベリー・ヒル』ファッツ・ドミノのカバー。

参加アルバム
- 『WE LOVE KENTO'S Vol.1』（1986年）収録曲『バーニング・ラヴ』伊藤聖使＆バーニング・ラブ名義

## エピソード
1987年に原宿に建立（2009年神戸に移転）されたエルヴィス・プレスリーの銅像のモデルを務めた。ただし、手の部分のモデルはギターが弾けない伊藤の代わりにビリー諸川が務めた。
エルヴィスと同じキャデラックを愛車にした。
教師であった田原俊彦の父の教え子であり、1982年1月18日の夜のヒットスタジオで田原と共演した際に司会者がその件に触れている。また、同番組にはプロデビューの際の恩人であり、デビュー曲の作詞家湯川れい子も応援ゲストとして出演した。
2011年2月14日放送のフジテレビHEY!HEY!HEY! MUSIC CHAMPバレンタインスペシャル青春の男性アイドル特集において当時からファンであったクリス松村により紹介された。